# Социална защита
Социална защита  (в английски като welfare), на български като социална помощ и в законодателството като социално подпомагане  (което е различно от английското social support, което има смисъла на социална подкрепа) е осигуряването на минимално ниво на благосъстояние и социална подкрепа за всички граждани, понякога и като публична помощ. В повечето развити страни социалната защита е предоставяна от държавното управление и в по-малка степен от благотворителни организации, неформални социални групи и т.н.
Социалната държава в този смисъл включва концепции за услуги като универсално здравеопазване и осигуряване при безработица.
Международната организация на труда определя социалната сигурност като обхващаща подкрепа за тези в напреднала възраст, подкрепа за издръжка на деца, медицинско лечение, родителски и болнични отпуск, обезщетения за безработица и инвалидност и подкрепа за страдащи от трудова злополука.
В по-широк план социалната защита включва и усилия за осигуряване на основно ниво на благосъстояние чрез безплатни или субсидирани социални услуги като здравеопазване, образование, професионално обучение и обществено жилищно настаняване . В
Държавата на всеобщото благоденствие, тя поема отговорност за здравето, образованието и благосъстоянието на обществото, предоставяйки набор от социални услуги като описаните. Първата социална държава е Германия като империя (1871 – 1918), където правителството на Бисмарк въвежда социално осигуряване през 1889 г.. В началото на 20 век Обединеното кралство въвежда социално осигуряване около 1913 г. и приема социалната държава със Закона за националното осигуряване от 1946 г., по време на правителството на Атли (1945 – 51). В страните от Западна Европа, Скандинавия и Австралазия социалните грижи се осигуряват главно от правителството извън националните данъчни приходи и в по-малка степен от неправителствени организации (НПО) и благотворителни организации (социални и религиозни). Право на социална сигурност и адекватен жизнен стандарт е заложено в членове 22 и 25 от Всеобщата декларация за правата на човека.

## Видове
Социалната защита може да се реализира под формата на парични плащания, субсидии и ваучери (хранителни), и домашна помощ. В България това са помощи за безработни (под формата на плащания), енергийни помощи и хранителни помощи за социално слаби, последното влиза в категорията помощи за бедни. В действителност системите за социална защита варират от страна до страна, като начин за подход към проблема, но като цяло такава социална защита се предоставя на безработни, болни или с инвалидност, възрастни, с малки деца или ветерани.